# Víktor Minibáyev
Víktor Eduárdovich Minibáyev –en ruso, Виктор Эдуардович Минибаев– (Elektrostal, 18 de julio de 1991) es un deportista ruso que compite en saltos de plataforma.
Participó en tres Juegos Olímpicos de Verano, obteniendo una medalla de bronce en Tokio 2020, en la prueba sincronizada (junto con Alexandr Bondar), el cuarto lugar en Londres 2012 (individual) y el séptimo en Río de Janeiro 2016 (sincronizado).
Ganó cinco medallas en el Campeonato Mundial de Natación entre los años 2013 y 2019, y 23 medallas en el Campeonato Europeo de Natación entre los años 2010 y 2021.

## Palmarés internacional
| Juegos Olímpicos   | Juegos Olímpicos         | Juegos Olímpicos  | Juegos Olímpicos             |
| Año                | Lugar                    | Medalla           | Prueba                       |
| ------------------ | ------------------------ | ----------------- | ---------------------------- |
| 2020               | Tokio (Japón)            | Medalla de bronce | Plataforma 10 m sincro       |
| Campeonato Mundial |                          |                   |                              |
| Año                | Lugar                    | Medalla           | Prueba                       |
| 2013               | Barcelona (España)       | Medalla de plata  | Plataforma 10 m sincro       |
| 2015               | Kazán (Rusia)            | Medalla de bronce | Plataforma 10 m sincro       |
| 2017               | Budapest (Hungría)       | Medalla de plata  | Plataforma 10 m sincro       |
| 2019               | Gwangju (Corea del Sur)  | Medalla de plata  | Plataforma 10 m sincro       |
| 2019               | Gwangju (Corea del Sur)  | Medalla de plata  | Plataforma 10 m sincro mixto |
| Campeonato Europeo |                          |                   |                              |
| Año                | Lugar                    | Medalla           | Prueba                       |
| 2010               | Budapest (Hungría)       | Medalla de plata  | Plataforma 10 m sincro       |
| 2011               | Turín (Italia)           | Medalla de bronce | Plataforma 10 m sincro       |
| 2012               | Eindhoven (Países Bajos) | Medalla de plata  | Plataforma 10 m              |
| 2012               | Eindhoven (Países Bajos) | Medalla de plata  | Plataforma 10 m sincro       |
| 2013               | Rostock (Alemania)       | Medalla de plata  | Plataforma 10 m sincro       |
| 2013               | Rostock (Alemania)       | Medalla de bronce | Plataforma 10 m              |
| 2014               | Berlín (Alemania)        | Medalla de oro    | Plataforma 10 m              |
| 2014               | Berlín (Alemania)        | Medalla de oro    | Equipo mixto                 |
| 2015               | Rostock (Alemania)       | Medalla de oro    | Equipo mixto                 |
| 2015               | Rostock (Alemania)       | Medalla de plata  | Plataforma 10 m              |
| 2015               | Rostock (Alemania)       | Medalla de plata  | Plataforma 10 m sincro       |
| 2016               | Londres (Reino Unido)    | Medalla de oro    | Equipo mixto                 |
| 2016               | Londres (Reino Unido)    | Medalla de plata  | Plataforma 10 m              |
| 2017               | Kiev (Ucrania)           | Medalla de plata  | Plataforma 10 m              |
| 2017               | Kiev (Ucrania)           | Medalla de plata  | Plataforma 10 m sincro mixto |
| 2017               | Kiev (Ucrania)           | Medalla de bronce | Equipo mixto                 |
| 2018               | Glasgow (Reino Unido)    | Medalla de oro    | Plataforma 10 m sincro       |
| 2019               | Kiev (Ucrania)           | Medalla de oro    | Plataforma 10 m sincro mixto |
| 2019               | Kiev (Ucrania)           | Medalla de plata  | Equipo mixto                 |
| 2021               | Budapest (Hungría)       | Medalla de oro    | Equipo mixto                 |
| 2021               | Budapest (Hungría)       | Medalla de plata  | Plataforma 10 m sincro       |
| 2021               | Budapest (Hungría)       | Medalla de bronce | Plataforma 10 m              |
| 2021               | Budapest (Hungría)       | Medalla de bronce | Plataforma 10 m sincro mixto |